# بلقاسم قرين
بلقاسم ڤرين (1927 - 1954) بطل ثوري جزائري قاوم الإحتلال الفرنسي للجزائر قبل انطلاق ثورة التحرير الجزائرية بسنوات، ثم ما فتئ ان انضم إليها بعد انطلاقتها لكنه قُتل قبل نهاية الشهر الأول من الثورة.

## النشأة
ولد بلقاسم ڤرين في 27 ماي 1927 بدوار كيمل، عرش تكوت بأريس، منطقة الأوراس، من أب فلاح يدعى البشير وأم اسمها مبروكة تاوليليت بنت سي أحمد، حفظ ما تيسر من القرآن الكريم في صباه على يد والديه، بمسقط رأسه كيمل. ثم تابع دراسته التقليدية باللغة العربية بزاوية سيدي فتح الله على يد الشيخ البشير ورتان، في سنة 1939 سافر إلى تونس بغرض متابعة الدراسة هناك ليرجع سنة بعد ذلك إلى مسقط رأسه.

## كفاحه ضد الاحتلال الفرنسي
شكلت مجازر 8 ماي 1945 منعطفاً حاسما في حياة بلقاسم ڤرين حيث شكل مجموعة مسلحة في مارس 1952 وٱتخذ من جبال الأوراس قاعدة لهجماته على قوات الاحتلال الفرنسي. حاولت السلطات الفرنسية والإعلام الاستعماري تشويه مقاومته بوصفه وجماعته ب «قطاع الطرق» و«الخارجين عن القانون»، ووضعت مكافأة تقدر ب100 مليون فرنك فرنسي قديم على رأسه حياّ أو ميتاّ.
بعد اندلاع الثورة، لم يتردد بلقاسم ڤرين في الالتحاق بالمجاهدين بمنطقة الأوراس. وقد قام بعدة عمليات مسلحة ضد مواقع جيش الاحتلال ومصالح الكولون بتكليف قيادة المنطقة الأولى.

## مقتله
سقط قرين بلقاسم في يوم 29 نوفمبر 1954 على إثر هجوم شنته فرق المظليين الفرنسية، المدعمة بالطائرات والمروحيات، على معاقل المجموعة التي كان يقودها في جبال شلية بالأوراس. وجاء هذا الهجوم في إطار عمليات عسكرية للجيش الفرنسي في الأوراس دامت من 17 إلى 30 نوفمبر 1954، وشارك فيها أكثر من 5000 عسكري فرنسي.